# 1899 Crommelin
1899 Crommelin eller 1971 UR1 är en asteroid i huvudbältet som upptäcktes den 26 oktober 1971 av den tjeckiske astronomen Luboš Kohoutek vid Bergedorf-observatoriet. Den har fått sitt namn efter den brittiske astronomen Andrew Claude de la Cherois Crommelin.
Asteroiden har en diameter på ungefär 5 kilometer och den tillhör asteroidgruppen Flora.